# Adolf Blind
Adolf Blind (* 16. Oktober 1906 in Frankfurt am Main; † 26. März 1996) war ein saarländischer Betriebswirt und Politiker.
Blind lehrte ab 1949 als außerordentlicher Professor und ab 1952 als ordentlicher Professor für Statistik an der Universität des Saarlandes. Außerdem war er Professor in Frankfurt und Heidelberg. Daneben leitete er lange Jahre das Statistische Amt der Stadt Saarbrücken und des Saarlandes.
Nach der Ablehnung des Europäischen Saarstatuts wurde er als parteiloser Minister für Finanzen und Forsten in das Übergangskabinett von Heinrich Welsch (1955–1956) und das Kabinett von Hubert Ney (1956–1957) berufen. Bei den Verhandlungen zum Vertrag von Luxemburg setzte er sich vor allem für die Interessen des saarländischen Steinkohlebergbaus ein. Von 1957 bis 1967 übte er den Vorsitz des Aufsichtsrates der Saarbergwerke aus.
Blind ist Träger des Großen Verdienstkreuzes und ab 1977 des Saarländischen Verdienstordens.

## Veröffentlichungen (Auswahl)
- Kriegserinnerungen eines Nachdenklichen. 1943 bis 1945. Haag und Herchen, Frankfurt am Main. ISBN 3-86137-036-0
- Unruhige Jahre an der Saar 1947 bis 1957. Ein Zeitzeuge erinnert sich. Haag und Herchen, Frankfurt am Main.
- Die praktische Bedeutung der Fehlerrechnung bei Stichproben in der sozialwissenschaftlichen Statistik. In: Metrika. Band 6, 1963, S. 18–29, doi:10.1007/BF02613351.
- Umrisse einer Wirtschaftsstatistik: Festgabe für Paul Flaskämper zur 80. Wiederkehr seines Geburtstages. F. Meiner, Hamburg 1966, DNB 458463531.
- Sozialpolitik und persönliche Existenz. Festgabe für Hans Achinger anlässlich seines 70. Geburtstages am 5. Oktober 1969. Duncker und Humblot, Berlin 1969.